# Fischbach (Emsbach)
Der Fischbach ist ein Mittelgebirgsbach im Taunus. Er entspringt im östlichen Hintertaunus in der Nähe des Ortes Steinfischbach der Gemeinde Waldems im Rheingau-Taunus-Kreis und mündet unterhalb des Gemeindeortes Esch von rechts in den Emsbach.

## Geographie

### Verlauf
Die Quelle des Fischbachs liegt etwa 500 Meter von Steinfischbach entfernt am südöstlichen Hang eines Talkessels. Der Fischbach fließt unterhalb des Dorfes vorbei. In der unteren Ortslage, etwas unterhalb der Escher Straße (K 714), mündet ein erster Nebenbach ein, der nordwestlich davon an der Camberger Straße (K 749) entspringt; danach folgt ein zweiter Zulauf, der westlich im Nonnenheck seinen Ursprung hat. Anschließend verengt sich das Tal und der Bach tritt in den waldreichen Langwiesengrund ein. Er passiert den Langwiesenteich und mündet dann nach einem Lauf von etwa 4,5 km zwischen Esch und Walsdorf von rechts in den linken Lahn-Zufluss Emsbach.

### Zuflüsse
- Marborn (rechts), 0,7 km
- Erbach (rechts), 1,0 km